# Astghonk
Astghonk (armeniska: Աստղոնք) är ett berg i Armenien. Det ligger i den centrala delen av landet, 80 kilometer öster om huvudstaden Jerevan. Toppen på Astghonk är 3 470 meter över havet.
Terrängen runt Astghonk är kuperad åt nordväst, men åt sydost är den bergig. Närmaste större samhälle är Martuni, 18,4 kilometer nordväst om Astghonk. 
Trakten runt Astghonk består i huvudsak av gräsmarker. Runt Astghonk är det ganska glesbefolkat, med 29 invånare per kvadratkilometer.